# David Lloyd Club
Le David Lloyd est une entreprise britannique de sport, de santé et de loisirs qui gère des clubs de santé et des gymnases dans toute l'Europe. Elle a été créée en 1984 par l'ancien joueur de tennis David Lloyd.
Elle est le plus gros gérant de courts de tennis avec 800 courts. Au Royaume Uni, 88 clubs. de tennis ainsi que 150 piscines, 180 courts de badminton et 140 courts de squash sont gérés. 
A Bruxelles, elle exploite un club dans la commune d'Uccle, au croisement de la Drève de Lorraine et l' avenue Van Bever, dans l'ancien Château Viola Cornuta.

## Voir aussi

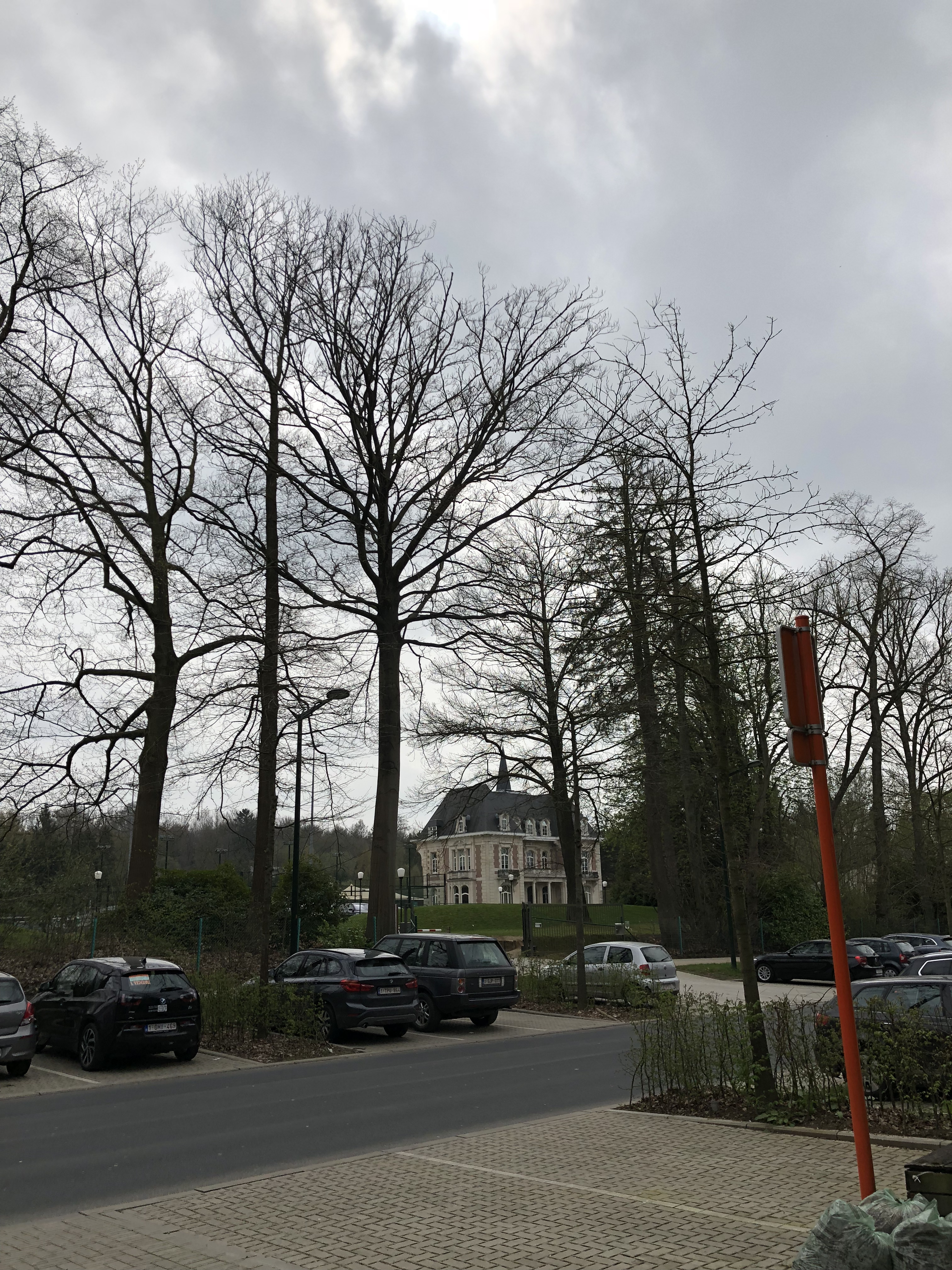
Brussels David Lloyd Club

## Sources
- (en) Cet article est partiellement ou en totalité issu de l’article de Wikipédia en anglais intitulé « David Lloyd Leisure » (voir la liste des auteurs).

1. ↑  Irismonument, Région de Bruxelles-Capitale,, « inventaire du patrimoine architectural, Uccle, Drève de Lorraine 41 », sur Irismonument.be, 2016 (consulté le 20 juillet 2020)